# Hirving Lozano
Hirving Rodrigo „Chucky” Lozano Bahena (ur. 30 lipca 1995 w mieście Meksyk) – meksykański piłkarz, występujący na pozycji skrzydłowego w amerykańskim klubie San Diego FC, od 2016 roku reprezentant Meksyku.

## Początki
Lozano przyszedł na świat w dzielnicy Coyoacán stołecznego miasta Meksyk jako syn Jesúsa Lozano. Swoje imię otrzymał wskutek błędu urzędnika, który przez pomyłkę zarejestrował noworodka jako Hirving zamiast wybranego przez rodziców dziecka imienia Irving. Posiada młodszego brata, Bryana Mauricio (ur. 1997), który również jest piłkarzem (występuje w juniorach klubu Pumas UNAM). Wychowywał się w ubogiej rodzinie i w młodym wieku rozpoczynał treningi piłkarskie za sprawą swojego ojca i wuja, którzy byli wielkimi fanami tej dyscypliny. Jako dziecko trenował w zespołach juniorskich klubu Pumas UNAM w jednej ze stołecznych dzielnic Pedregal. Kibicował drużynie Chivas de Guadalajara, zaś podczas gry starał się naśladować swoich piłkarskich idoli – Damiána Álvareza i Cristiano Ronaldo.
W wieku jedenastu lat Lozano podczas krajowej olimpiady został zauważony przez wysłanników klubu CF Pachuca, posiadającego jedną z najlepszych akademii juniorskich w Meksyku. Po konsultacji z rodziną zdecydował się na przenosiny do tej ekipy, co wiązało się z samotną przeprowadzką do miasta Pachuca i zamieszkaniem w klubowym internacie. W akademii młodzieżowej Pachuki przeszedł przez wszystkie szczeble wiekowe; występował między innymi w lidze do lat piętnastu (10 meczów/0 goli), siedemnastu (38 meczów/12 goli), dwudziestu (15 meczów/0 goli) oraz trzecioligowych rezerwach klubu – Titanes de Tulancingo (4 mecze/1 gol). Dwukrotnie wywalczył mistrzostwo Meksyku w kategorii do lat siedemnastu. W międzyczasie brał udział w wielu międzynarodowych turniejach juniorskich na całym świecie, między innymi w Japonii i Anglii. Podczas pobytu w Pachuce wraz ze swoim kolegą klubowym Rodolfo Pizarro studiował również wychowanie fizyczne na współpracującej z jego klubem placówce Universidad del Fútbol y Ciencias del Deporte.

## Kariera klubowa

### Pachuca
Do treningów seniorskiej drużyny Lozano został włączony jako siedemnastolatek przez trenera Gabriela Caballero, swojego byłego opiekuna z kategorii wiekowej do lat dwudziestu. Pierwszy mecz w dorosłym zespole Pachuki rozegrał jednak już za kadencji szkoleniowca Enrique Mezy, 15 stycznia 2014 w zremisowanym 1:1 spotkaniu z drugoligowym Cruz Azul Hidalgo w rozgrywkach krajowego pucharu (Copa MX), spędzając na boisku pełne 90 minut. W lidze meksykańskiej (Liga MX) zadebiutował natomiast 8 lutego tego samego roku w meczu z krajowym gigantem – Américą na Estadio Azteca. Pojawił się wówczas na placu gry w 83. minucie przy bezbramkowym wyniku, zmieniając Jürgena Damma, a już w 88. minucie po indywidualnym rajdzie zdobył swojego premierowego gola w zawodowej karierze, dzięki któremu Pachuca wygrała to spotkanie 1:0.
Bezpośrednio po tym Lozano – występujący wówczas z numerem 70 na koszulce – zaczął notować regularne występy w pierwszym zespole. Pierwszą czerwoną kartkę w karierze otrzymał 29 marca tego samego roku za brutalny faul na Adriánie Cortésie w 68. minucie ligowej konfrontacji z Veracruz (1:3). Początkowo pełnił wyłącznie rolę rezerwowego, pojawiając się na boiskach w drugiej połowie, lecz pod koniec kwietnia 2014 wygrał rywalizację o miejsce w składzie z kolumbijskim skrzydłowym Johnem Pajoyem. Mimo młodego wieku został podstawowym piłkarzem Pachuki, tworząc siłę ofensywną ekipy wraz z graczami takimi jak Enner Valencia czy Jürgen Damm. W swoim debiutanckim, wiosennym sezonie Clausura 2014 wywalczył z ekipą Enrique Mezy tytuł wicemistrza Meksyku, przegrywając w dwumeczu finałowym z Leónem po dogrywce łącznym wynikiem 3:4 (3:2, 0:2). Sam zebrał jednak za swoje występy bardzo udane recenzje – zdobył gola w pierwszym meczu finałowym, zaczął być uznawany za jednego z najbardziej utalentowanych piłkarzy w kraju, a magazyn „Récord” w swoim plebiscycie uhonorował go nagrodą dla odkrycia sezonu.
W kolejnym sezonie Lozano (który zmienił numer na koszulce na 8) wziął udział w pierwszym międzynarodowym turnieju w seniorskiej karierze – Lidze Mistrzów CONCACAF. Już w swoim debiucie w tych rozgrywkach, 6 sierpnia 2014 w pojedynku z honduraskim Realem España (4:1), wpisał się na listę strzelców (Pachuca odpadła ostatecznie z tamtej edycji w ćwierćfinale, przegrywając z kanadyjskim Montreal Impact). Kilka tygodni później, 30 sierpnia w wyjazdowym meczu ligowym z Leónem (2:1), zdobył dwie bramki po strzałach z dystansu; został wówczas wybrany przez serwis MedioTiempo na piłkarza siódmej kolejki, a jego pierwszy gol został uznany za najładniejsze trafienie tygodnia w lidze.
Wraz z końcem 2014 roku Lozano udał się na zgrupowanie młodzieżowej reprezentacji przed mistrzostwami Ameryki Północnej, wskutek czego ominęła go większa część okresu przygotowawczego do sezonu pod okiem nowego trenera Pachuki – Diego Alonso. Mimo to od razu po powrocie do klubu znalazł swoje miejsce w systemie gry urugwajskiego szkoleniowca; jako skrzydłowy w taktyce 4–3–3 miał niepodważalną pozycję w wyjściowej jedenastce. Alonso określił go wówczas „fundamentalnym zawodnikiem zespołu”, zaś świetne występy dziewiętnastolatka zaowocowały zainteresowaniem ze strony klubów angielskich i holenderskich – w maju 2015 formalną ofertę kupna Lozano złożył zespół PSV Eindhoven, odrzuconą jednak przez Pachucę. W listopadzie tego samego roku znalazł się na ogłaszanej corocznie przez brytyjski dziennik The Guardian liście pięćdziesięciu największych talentów światowego futbolu.
Pierwszego w dorosłej karierze hat tricka Lozano strzelił 19 marca 2016 w ligowej konfrontacji z Veracruz (6:0). Podczas wiosennego sezonu Clausura 2016 jako lewoskrzydłowy stworzył ofensywny tercet drużyny z napastnikiem Franco Jarą i prawym skrzydłowym Jonathanem Urretaviscayą oraz wywalczył z Pachucą pierwsze w swojej karierze mistrzostwo Meksyku. Sam walnie przyczynił się do tego sukcesu – wystąpił we wszystkich dwudziestu trzech meczach rozgrywek (w każdym z nich w wyjściowym składzie) i strzelił osiem bramek, w tym jedną w doliczonym czasie gry półfinałowego pojedynku z Leónem (2:1), która dała Pachuce awans do finału. Rozegrał również pełne 90 minut w każdym z obydwóch spotkań finałowych z Monterrey (1:0, 1:1). Został wybrany przez władze rozgrywek do najlepszej jedenastki sezonu oraz triumfował w oficjalnym głosowaniu na najlepszego ofensywnego pomocnika ligi, otrzymując 57% głosów (jego konkurent Edwin Cardona dostał 43%).
W kwietniu 2016 Lozano przedłużył kontrakt z Pachucą o kolejne cztery lata; w umowie została zapisana klauzula odstępnego w wysokości dwudziestu milionów dolarów. Już dwa miesiące później brytyjski dziennik „The Sun” doniósł o zainteresowaniu zawodnikiem ze strony Manchesteru United, a negocjacje z angielskim gigantem potwierdził także Andrés Fassi – wiceprezydent zarządu Pachuki. Sam gracz zadeklarował natomiast chęć skupienia się na nadchodzących turniejach reprezentacyjnych, niż ewentualnym transferze.

## Kariera reprezentacyjna

### U–20
Lozano jako nastolatek reprezentował barwy narodowe w kilku kategoriach wiekowych. Na przełomie lipca i sierpnia 2013 wraz z prowadzoną przez szkoleniowca Mario Arteagę reprezentacją Meksyku do lat osiemnastu wziął udział w irlandzkim turnieju juniorskim Milk Cup. Jego kadra triumfowała wówczas w tych rozgrywkach, pokonując w finale gospodarza – Irlandię Północną (2:1), zaś on sam strzelił w tym meczu decydującego o zwycięstwie gola.
W grudniu 2014 Lozano został powołany przez Sergio Almaguera do reprezentacji Meksyku U-20 na rozgrywane miesiąc później Mistrzostwa Ameryki Północnej U-20. Na jamajskich boiskach był kluczowym zawodnikiem drużyny i wystąpił wówczas w pięciu z sześciu możliwych spotkań, we wszystkich w wyjściowym składzie, pięciokrotnie wpisując się na listę strzelców – zdobył dwa gole w meczu z Kubą (9:1) oraz po jednym z Kanadą (2:0), Hondurasem (3:0) i z rzutu karnego z Salwadorem (3:1). Meksykanie triumfowali wówczas w tych rozgrywkach, pokonując w finale po rzutach karnych Panamę (1:1, 4:2 k.), zaś Lozano wspólnie z Romainem Gallem został królem strzelców turnieju, otrzymując nagrodę Złotego Buta i znalazł się w ogłoszonej przez CONCACAF najlepszej jedenastce mistrzostw.
W maju 2015 Lozano znalazł się w ogłoszonym przez Almaguera składzie młodzieżowej reprezentacji na Mistrzostwa Świata U-20 w Nowej Zelandii. Podczas mundialu pełnił rolę podstawowego zawodnika formacji ofensywnej, rozgrywając wszystkie trzy spotkania w pełnym wymiarze czasowym i strzelił otwierającego wynik gola w konfrontacji fazy grupowej z Urugwajem (2:1). Było to jednak jedyne zwycięstwo jego kadry na tym turnieju; Meksykanie, mimo sporych oczekiwań, w pozostałych spotkaniach niespodziewanie przegrali z Mali (0:2) i Serbią (0:2) i zajęli ostatnie, czwarte miejsce w grupie, odpadając z rozgrywek. Kiepski występ drużyny na młodzieżowym mundialu został przyjęty w kraju jako wielkie rozczarowanie.

### U–23

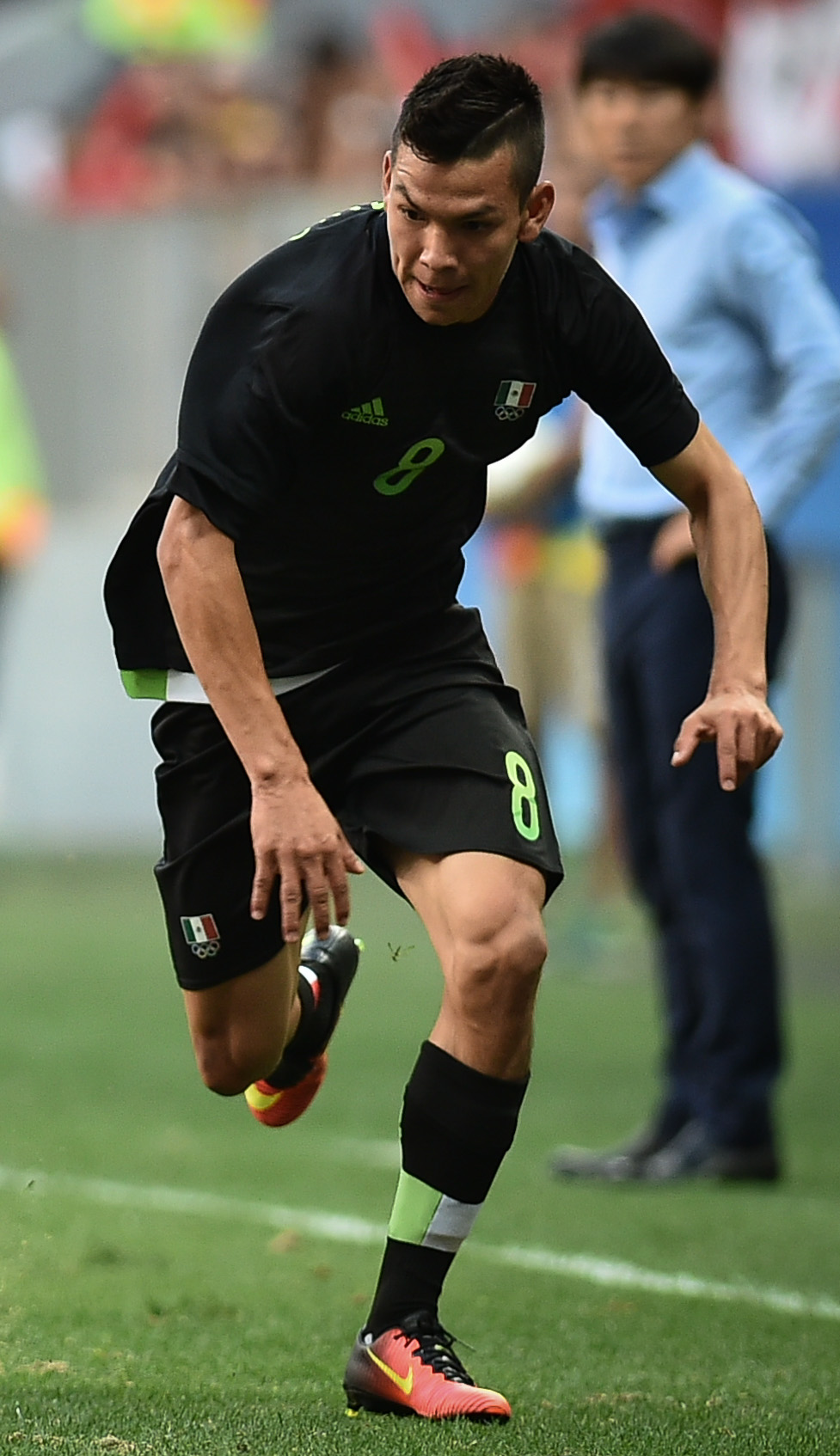
Lozano w sierpniu 2016 podczas meczu z Koreą Płd. na Igrzyskach Olimpijskich

W październiku 2015 Lozano, jako zawodnik reprezentacji Meksyku U-23 prowadzonej przez Raúla Gutiérreza, wziął udział w północnoamerykańskim turnieju kwalifikacyjnym do Igrzysk Olimpijskich w Rio de Janeiro. Wystąpił wówczas we wszystkich pięciu konfrontacjach (z czego w trzech w wyjściowym składzie) zdobywając bramkę w półfinale z Kanadą (2:0). Meksykanie triumfowali w eliminacjach po pokonaniu w finałowym meczu Hondurasu (2:0), a on sam znalazł się w najlepszej jedenastce rozgrywek i został wybrany przez CONCACAF najlepszym piłkarzem turnieju.
W lipcu 2016 Lozano znalazł się w powołanej przez Gutiérreza kadrze na Igrzyska Olimpijskie w Rio de Janeiro. Na męskim turnieju piłkarskim rozegrał wszystkie trzy spotkania – w pierwszym składzie na lewym skrzydle z Niemcami (2:2) i Fidżi (5:1) oraz jako rezerwowy z Koreą Płd. (0:1). Meksykańscy piłkarze – broniący wówczas tytułu mistrzów olimpijskich sprzed czterech lat – spisali się znacząco poniżej oczekiwań i zakończyli swój udział w rozgrywkach na fazie grupowej.

### Seniorska reprezentacja
W czerwcu 2015 Lozano został powołany przez selekcjonera Miguela Herrerę do szerokiego składu drużyny narodowej na Złoty Puchar CONCACAF, jednak ze względu na występ na młodzieżowych mistrzostwach świata nie znalazł się w ostatecznej kadrze na turniej i wraz z jedenastoma innymi zawodnikami został przeniesiony na listę rezerwową.
W lutym 2016 dwudziestoletni Lozano otrzymał pierwsze powołanie do seniorskiej reprezentacji Meksyku od kolumbijskiego selekcjonera Juana Carlosa Osorio. Zadebiutował w niej 10 lutego 2016 w wygranym 2:0 meczu towarzyskim z Senegalem, rozegranym na Marlins Park w Miami, kiedy to meksykańska kadra wystąpiła w krajowym składzie. Rozegrał wówczas na placu gry pełne 90 minut, notując asystę przy golu swojego klubowego kolegi Rodolfo Pizarro, zaś po spotkaniu Osorio określił go jako „zawodnika o niesamowitym potencjale”. Pierwszego gola w dorosłej reprezentacji strzelił już w kolejnym występie, 25 marca 2016 w wygranym 3:0 spotkaniu z Kanadą na BC Place Stadium w Vancouver, w ramach eliminacji do Mistrzostw Świata w Rosji. W 39. minucie podwyższył wówczas prowadzenie Meksyku do dwóch bramek.
W maju 2016 Lozano został powołany na jubileuszową, rozgrywaną w Stanach Zjednoczonych edycję turnieju Copa América. Przed rozpoczęciem imprezy był typowany przez media na zastępcę Giovaniego dos Santosa, który zrezygnował z udziału w rozgrywkach. Na samym turnieju wystąpił we wszystkich możliwych czterech spotkaniach, spisując się przeciętnie – początkowo po wejściu z ławki w meczach grupowych z Urugwajem (3:1) i Jamajką (2:0), a następnie w pierwszym składzie z Wenezuelą (1:1) i ćwierćfinale z Chile (0:7). Po ostatnim z wymienionych, kompromitującym dla Meksykanów meczu, podopieczni Osorio zakończyli udział w rozgrywkach.

## Statystyki

### Klubowe
(aktualne na dzień 12 lutego 2023)
| Klub               | Sezon              | Liga               | Liga  | Liga   | Puchar kraju | Puchar kraju | Kontynentalne | Kontynentalne | Inne  | Inne   | Suma  | Suma   |
| Klub               | Sezon              | Liga               | Mecze | Bramki | Mecze        | Bramki       | Mecze         | Bramki        | Mecze | Bramki | Mecze | Bramki |
| ------------------ | ------------------ | ------------------ | ----- | ------ | ------------ | ------------ | ------------- | ------------- | ----- | ------ | ----- | ------ |
| CF Pachuca         | 2013/2014          | Liga MX            | 16    | 2      | 8            | 3            | —             | —             | —     | —      | 24    | 5      |
| CF Pachuca         | 2014/2015          | Liga MX            | 35    | 7      | —            | —            | 5             | 1             | —     | —      | 40    | 8      |
| CF Pachuca         | 2015/2016          | Liga MX            | 40    | 12     | 7            | 0            | —             | —             | 1     | 0      | 48    | 12     |
| CF Pachuca         | 2016/2017          | Liga MX            | 29    | 10     | —            | —            | 8             | 8             | —     | —      | 37    | 18     |
| CF Pachuca         | Ogólnie            | Ogólnie            | 120   | 31     | 15           | 3            | 13            | 9             | 1     | 0      | 149   | 43     |
| PSV Eindhoven      | 2017/2018          | Eredivisie         | 29    | 17     | 3            | 2            | 2             | 0             | —     | —      | 34    | 18     |
| PSV Eindhoven      | 2018/2019          | Eredivisie         | 30    | 17     | 1            | 0            | 8             | 4             | 1     | 0      | 40    | 21     |
| PSV Eindhoven      | 2019/2020          | Eredivisie         | 1     | 0      | 1            | 0            | 3             | 0             | 1     | 0      | 5     | 0      |
| PSV Eindhoven      | Ogólnie            | Ogólnie            | 60    | 34     | 5            | 2            | 13            | 4             | 2     | 0      | 79    | 40     |
| SSC Napoli         | 2019/2020          | Serie A            | 26    | 4      | 1            | 0            | 7             | 1             | —     | —      | 34    | 5      |
| SSC Napoli         | 2020/2021          | Serie A            | 32    | 11     | 4            | 3            | 6             | 1             | 1     | 0      | 43    | 15     |
| SSC Napoli         | 2021/2022          | Serie A            | 30    | 5      | 1            | 0            | 6             | 1             | —     | —      | 37    | 6      |
| SSC Napoli         | 2022/2023          | Serie A            | 21    | 3      | 0            | 0            | 5             | 1             | —     | —      | 26    | 4      |
| SSC Napoli         | Ogólnie            | Ogólnie            | 109   | 23     | 6            | 3            | 24            | 4             | 1     | 0      | 140   | 30     |
| Ogólnie w karierze | Ogólnie w karierze | Ogólnie w karierze | 289   | 88     | 25           | 8            | 50            | 17            | 4     | 0      | 368   | 113    |

### Reprezentacyjne
(aktualne na dzień 30 listopada 2022)
| Reprezentacja | Rok     | Mecze | Bramki |
| ------------- | ------- | ----- | ------ |
| Meksyk        | 2016    | 12    | 1      |
| Meksyk        | 2017    | 12    | 6      |
| Meksyk        | 2018    | 10    | 1      |
| Meksyk        | 2019    | 5     | 2      |
| Meksyk        | 2020    | 2     | 1      |
| Meksyk        | 2021    | 12    | 4      |
| Meksyk        | 2022    | 10    | 1      |
| Ogólnie       | Ogólnie | 63    | 16     |

## Sukcesy

### Pachuca
- Zwycięstwo
  - Liga MX: 2016 (C)
- Drugie miejsce
  - Liga MX: 2014 (C)
  - Campeón de Campeones: 2016

### Reprezentacyjne
- Zwycięstwo
  - Mistrzostwa Ameryki Północnej U-20: 2015
  - Turniej eliminacyjny do Igrzysk Olimpijskich: 2015

### Indywidualne
- Odkrycie sezonu Liga MX (według „Récord”): 2014 (C)
- Najlepsza jedenastka Mistrzostw Ameryki Północnej U-20: 2015
- Król strzelców Mistrzostw Ameryki Północnej U-20: 2015
- Najlepszy piłkarz turnieju eliminacyjnego do Igrzysk Olimpijskich: 2015
- Najlepsza jedenastka turnieju eliminacyjnego do Igrzysk Olimpijskich: 2015
- Najlepszy ofensywny pomocnik Liga MX: 2016
- Najlepsza jedenastka Liga MX: 2016 (C)

## Styl gry
Lozano jest prawonożnym, szybkim graczem, obdarzonym ponadprzeciętną techniką, kreatywnością i instynktem strzeleckim. W akademii juniorskiej Pachuki grał głównie jako prawy pomocnik lub prawy skrzydłowy, lecz aktualnie z powodzeniem może występować na obu skrzydłach. Zdarzało mu się również notować występy na pozycji ofensywnego pomocnika, zaraz za plecami atakujących. Ze względu na swoją ruchliwość, wymienność pozycji i charakterystyczne zejście z piłką ze skrzydła jest trudny do upilnowania przez obrońców drużyny przeciwnej, dysponuje także dobrym dośrodkowaniem. Włoski portal Tuttomercato porównał jego styl gry do Alexisa Sáncheza. Często określany przez media jako „perła” meksykańskiego futbolu.

## Życie prywatne
Lozano od dzieciństwa nosi przydomek „Chucky”, który został mu nadany przez jednego z kolegów z akademii juniorskiej CF Pachuca. Pseudonim nawiązuje do znanej z serii horrorów Laleczki Chucky, gdyż podczas pobytu w klubowym internacie nastoletni zawodnik zwykł straszyć swoich rówieśników, wchodząc nocą pod łóżko w swoim pokoju.
Lozano już jako nastolatek wziął ślub ze swoją narzeczoną Patricią. W wieku osiemnastu lat po raz pierwszy został ojcem; 27 stycznia 2014 przyszła na świat jego córka Daniela.